# Павлов Валерій Васильович
Валерій Васильович Павлов (нар. 31 травня 1953 — пом. 1 грудня 2021, Кишинів, Молдова) — радянський футболіст, півзахисник та центральний захисник, молдовський футбольний арбітр.

## Життєпис
Народився 31 травня 1953 року. Грав у футбол на позиціях півзахисника та центрального захисника.
Розпочав кар'єру 1970 року в чемпіонаті РРФСР у складі семипалатинського «Цементника». У 1971—1972 роках виступав у другій лізі за ту саму команду, яка змінила назву на «Спартак», забив за два сезони два м'ячі.
У 1973 році перейшов до кишинівського «Ністру» і став гравцем основного складу, провів у першій лізі 38 матчів і відзначився 6-ма голами, отримав підвищення у класі. У 1974 році зіграв 19 матчів у вищій лізі. У 1975 році зіграв за «Ністру» один матч у першій лізі, а наступний сезон провів у другій лізі у складі «Сперанци» з Дрокії (34 гри, 5 м'ячів). У 1976—1977 роках знову грав за «Ністру», провів за два сезони 67 матчів у першій лізі, відзначився 4-ма голами.
1979 року перебрався до одеського СКА, зіграв у першій лізі 39 матчів, але в сезоні 1980 року вийшов на поле лише один раз.
1981 року знову виступав за «Ністру», провів 37 матчів у першій лізі. У 1984-1985 роках грав у чемпіонаті Молдовської РСР за кишинівський «Політехнік». 1986 року виступав у другій лізі за чернівецьку «Буковину», провів 8 матчів.
Згодом працював у Молдові футбольним суддею. Зокрема, був асистентом головного арбітра на матчах першого етапу Кубку Інтертото у 1999—2001 роках, кваліфікаційного раунду Кубка УЄФА у сезонах 2000/01 та 2002/03 років.
Помер 1 грудня 2021 року у Кишиневі.